# Amnèsia global transitòria
L'amnèsia global transitòria (AGT) és una síndrome en neurologia clínica que es caracteritza principalment per una disfunció temporal però pràcticament total de la memòria a curt termini, a més de dificultats de gravetat variable a l'hora d'accedir a records més antics. Una persona que pateix un estat d'AGT no presenta altres indicis de deterioració de funcions cognitives, però només pot recordar els últims moments del seu passat conscient i aquells fets de la seva història personal codificats de forma més profunda, com per exemple, el seu propi nom.

## Símptomes
Durant un atac d'AGT, la persona afectada no és capaç de crear nous records (amnèsia anterògrada), però, pel que fa a la resta, es troba en un estat normal d'alerta i lucidesa, mantenint un coneixement absolut sobre la seva pròpia identitat i la dels seus familiars propers. Així mateix, també manté intactes les seves habilitats perceptives i un ampli repertori de conductes complexes apreses. En canvi, no és capaç de recordar res que hagi ocorregut més enllà dels últims minuts, i és possible que també es vegi afectat el record de successos més llunyans en el temps, encara que això no ocorre en tots els casos. El grau d'amnèsia és profund i, durant l'interval de temps en el que l'afectat és conscient de la seva condició, aquest acostuma a estar acompanyat d'un estat d'ansietat.
Els criteris diagnòstics per l'AGT, segons s'han definit amb propòsits de recerca clínica, inclouen:
- L'atac ha estat observat per un testimoni confiable i consisteix en una pèrdua total de la memòria de fets recents (amnèsia anterògrada).
- No existeix pèrdua de consciència, ni cap deterioració cognitiva que no sigui l'amnèsia.
- No hi ha signes o dèficits neurològics focals durant o després de l'atac.
- No es manifesten característiques típiques de l'epilèpsia, ni s'han produït episodis d'epilèpsia en els últims dos anys, i el pacient no ha patit cap dany cerebral recentment.
- L'atac té una durada inferior a 24 hores.

### Progressió d'un episodi d'AGT
L'aparició de l'AGT és, en general, bastant ràpida i la seva durada varia, però sol limitar-se a un període d'entre 2 i 8 hores. Una persona sota els efectes d'una AGT acostuma a guardar únicament records dels últims minuts o menys, i no és capaç de retenir nova informació més que aquest breu període. Una de les característiques més particulars d'aquesta síndrome és la perseverança que mostren els afectats, que acostumen a repetir, metòdicament i de manera continuada, les mateixes preguntes o afirmacions, sempre acompanyades per la mateixa entonació i gestualitat. Aquesta circumstància acostuma a descriure's en gairebé tots els atacs d'AGT i, a vegades, s'ha considerat com una característica definitòria d'aquesta condició.
Les persones que experimenten una AGT conserven les seves habilitats socials, així com els records significatius més antics, la qual cosa gairebé sempre inclou el coneixement de la seva pròpia identitat i de la dels seus familiars propers. També conserven la capacitat d'executar diverses tasques complexes que han estat apreses, com per exemple, la capacitat de conduir. Malgrat l'aparença externa de normalitat, una persona que pateix una AGT es troba desorientada en temps i espai, i és possible que no pugui recordar l'any en què es troba o el lloc on viu. Encara que, a vegades, s'han descrit estats confusionals, s'ha considerat que poden tractar-se d'observacions imprecises per part dels testimonis de l'atac, tot i que si resulta comú que s'experimenti un elevat estat emocional en comparació del que s'observa en els casos d'atacs d'isquèmia transitòria.
En un ampli estudi realitzat sobre 142 casos, l'11 % dels individus en estat d'AGT mostraven un alt grau d'emotivitat i el 14 % manifestaven por a la mort.
L'atac s'alleuja al cap de diverses hores; els records més antics són els primers que es recuperen i la memòria a curt termini es va recuperant a poc a poc, de manera que l'afectat pot, cada cop, retenir la informació durant un període més llarg. Al cap de 24 hores acostuma a donar-se una aparent tornada a la normalitat, encara que, a vegades, poden persistir durant més temps alguns dels efectes secundaris.
En la major part dels casos no existeixen més efectes a llarg termini que una absència total del record del període durant el qual es va patir l'atac, que acostuma a arribar fins una o dues hores abans que aquest comencés. A aquest fenomen pel qual no es recorda l'incident se li denomina "amnèsia lacunar". Existeixen algunes noves evidències de l'existència d'una deterioració observable setmanes o, fins i tot anys, després de l'atac, però aquest fenomen només s'ha documentat en una reduïda quantitat de casos.

## Epidemiologia
La incidència anual estimada de l'AGT varia des d'un mínim de 2,9 casos per cada 100.000 habitants (a Espanya) fins als 5,2 casos per cada 100.000 habitants (als Estats Units), però entre la gent d'edat propera als 50 anys, la incidència varia des dels 23 casos per cada 100.000 habitants (en una població dels Estats Units) fins als 32 per cada 100.000 (en una població escandinava).
L'AGT és més comuna en persones d'entre 56 i 75 anys, trobant-se la mitjana d'edat del pacient d'AGT en, aproximadament, 62 anys.

## Diagnòstic diferencial
El diagnòstic diferencial ha de realitzar-se respecte a:
- Trombosi de l'artèria basilar.
- Accident cerebrovascular cardioembòlic.
- Accident cerebrovascular de l'artèria cerebral posterior.
- Crisis parcials complexes.
- Epilèpsia del lòbul frontal.
- Epilèpsia del lòbul temporal.
- Infart lacunar.
- Diverses variants de migranya.
- Síncopes i atacs paroxístics.

Si l'atac dura menys d'una hora, podria tractar-se d'una amnèsia epilèptica transitòria. Si dura més de 24 hores, per definició, no pot considerar-se un cas d'AGT. Una recerca diagnòstica sobre aquest fenomen podria establir si es tracta d'alguna classe d'atac isquèmic o d'un sagnat cranial no detectat.

## Causes
La causa subjacent als atacs d'AGT roman incerta. Les principals hipòtesis es refereixen a alguna classe de succés epilèptic, a problemes de circulació sanguínia cerebral o a algun tipus de fenomen similar a les migranyes. Les diferències són suficientment significatives per a considerar l'AGT com una síndrome clínica heterogènia amb múltiples etiologies, mecanismes i pronòstics diferenciats en cada cas.

### Successos precipitants
Els atacs d'AGT s'han associat a alguna classe de succés precipitant en, almenys, una tercera part dels casos. En les dones, aquest succés sol tenir un component de forta emotivitat; en els homes, és més freqüent que es tracti d'alguna classe d'esforç físic. Els successos precipitants que s'han assenyalat més sovint inclouen un exercici vigorós, la natació en aigües fredes, canvis dràstics de temperatura i successos estressants o emocionalment traumàtics. Existeixen informes d'atacs similars a l'AGT que tenen lloc després de certs procediments mèdics o durant el transcurs de certes malalties. Existeix una lleugera incidència familiar (2 %).
Si la definició de succés precipitant s'amplia de manera que s'incloguin aquells esdeveniments que tenen lloc dies o setmanes abans de l'atac, així com responsabilitats emocionalment estressants, és a dir, preocupacions d'índole econòmica, assistència a funerals o sentiments d'esgotament deguts a responsabilitats excessives com la cura dels infants, el percentatge d'atacs d'AGT que es poden atribuir a successos precipitants ascendeix fins al 80 %.
Algunes recerques han assenyalat el paper que exerceixen els factors psicològics. Aquest seria el cas d'aquells estats d'AGT en els quals es mostren elevats nivells d'ansietat o depressió. La inestabilitat emocional pot suposar un factor de vulnerabilitat a determinats estressors desencadenants d'una AGT. Les persones que han patit un atac d'AGT, en comparació amb les quals han patit un atac d'Amnèsia Isquèmica Transitòria (AIT), tendeixen a presentar un grau més alt de problemes emocionals (com, per exemple, depressió o fòbies) en la seva història personal o familiar, o a haver experimentat algun tipus de succés precipitant de tipus fòbic o emocional.

### Hipòtesis vasculars
La isquèmia cerebral és una de les possibles causes més assenyalades, almenys per algun segment de la població amb AGT. Fins als anys 90 existia la concepció generalitzada que l'AGT era una variant de l'accident isquèmic transitori secundari a algun tipus de malaltia cerebrovascular. Els investigadors que es mostren en contra de la causa vascular de l'AGT apunten que les persones que pateixen una AGT no són més propenses que la població normal a patir malalties cerebrovasculars subseqüents. De fet, «en comparació amb els pacients d'AIT, els pacients d'AGT mostren un risc significativament inferior de patir accidents cerebrovasculars, infart de miocardi i mort».
No obstant això, existeixen altres possibles causes de tipus vascular, d'acord amb la recerca que estudia la presència d'una insuficiència valvular de la vena jugular en els pacients d'AGT. En aquests casos, majoritàriament en homes, l'AGT ha vingut precedida d'un vigorós exercici físic. Una hipòtesi actual diu que l'AGT es pot deure a una congestió venosa del cervell, que conduiria a la isquèmia de determinades estructures involucrades en la memòria, com l'hipocamp. S'ha demostrat que l'aplicació de la maniobra de Valsalva pot estar relacionada amb un flux retrògrad de sang en la vena jugular, i per tant, presumiblement, en la circulació sanguínia cerebral en pacients amb AGT.

### Migranya
Patir un historial personal de migranyes és un factor de risc estadísticament significatiu identificat en la literatura mèdica sobre aquest tema. «En comparar a pacients d'AGT amb un grup control format per subjectes normals (...) l'únic factor significativament associat a un increment del risc de patir un atac d'AGT va ser la migranya». Un estudi va trobar que el 14 % de les persones amb AGT tenien un historial de migranyes i, aproximadament, una tercera part dels participants d'un altre estudi clínic van informar d'un historial semblant.
No obstant això, la migranya sembla presentar-se de forma simultània a l'AGT, però no sembla ser un succés precipitant. Durant una AGT solen tenir lloc maldecaps i nàusees, i tots dos símptomes són característics de la migranya, però sembla que durant un atac d'AGT no té lloc la simptomatologia completa associada a les migranyes. Així, la connexió entre tots dos successos no s'ha establert clarament, i la falta de consens sobre la definició mateixa de la migranya contribueix al fet que no sigui una tasca senzilla l'establiment d'una associació definitiva, a més de les diferències que es presenten en edat, gènere i característiques psicològiques entre els pacients de migranyes al comparar aquestes variables amb la població que pateix AGT.

### Epilèpsia
L'amnèsia és un símptoma que es presenta de forma freqüent en l'epilèpsia i, per aquesta raó, les persones que pateixen epilèpsia no són incloses en la major part dels estudis d'AGT. En un estudi en el qual es van aplicar criteris estrictes per al diagnòstic d'AGT, no es van trobar característiques pròpies de l'epilèpsia en els EEG de més de 100 pacients d'AGT. No obstant això, malgrat el fet que les lectures dels EEG durant un atac d'AGT solen ser normals, i que tampoc s'observen altres símptomes habituals de l'epilèpsia, s'ha especulat amb el fet que alguns atacs epilèptics s'inicien com una AGT. El fet que el 7 % de les persones que experimenta una AGT desenvolupa, posteriorment, una epilèpsia fa sorgir la pregunta de quina és la veritable patologia que presenten: AGT o Amnèsia Epilèptica Transitòria (AET). Els atacs d'AET tendeixen a ser curts (menys d'una hora) i a repetir-se, per la qual cosa una persona que ha experimentat repetits atacs d'amnèsia temporals similars a l'AGT, però amb una durada inferior a una hora, és molt probable que desenvolupi una epilèpsia.
També s'ha suggerit que poden presentar-se alguns casos atípics d'AET, de forma no compulsiva i amb una durada similar als de l'AGT. Aquests casos podrien constituir un subgrup diferenciat d'AGT. L'AET, en contraposició a l'AGT, també es caracteritza per dues formes inusuals d'alteració de la memòria: una acceleració de l'oblit a llarg termini (pèrdua excessivament ràpida de records adquirits recentment durant un període de dies o setmanes) i pèrdua de la memòria autobiogràfica remota (pèrdua de records sobre successos experimentats personalment en les últimes dècades).
En definitiva, dilucidar si un succés amnèsic en concret es tracta d'un cas d'AET o d'AGT representa un desafiament diagnòstic, especialment a la llum de les últimes publicacions que descriuen possibles dèficits cognitius a llarg termini en alguns casos d'amnèsia global transitòria.

### Altres associacions
S'ha estudiat una possible relació entre l'AGT i l'ús d'estatines (un tipus de droga utilitzada en el tractament del colesterol).

## Pronòstic
En principi, el pronòstic de l'AGT «pura» és molt bo. No afecta les taxes de mortalitat o morbiditat i, en contra del que es pensava inicialment, no sembla suposar un factor de risc per desenvolupar un accident cerebrovascular o una malaltia isquèmica. S'han documentat ràtios de recurrència variables, encara que s'ha calculat que la mitjana de recurrència pot fixar-se entorn d'un 6 % a l'any. Es considera que l'AGT és una condició benigna que no requereix més tractament que tranquil·litzar al pacient i a la seva família. La part més important del tractament després del diagnòstic és cuidar de les necessitats psicològiques del pacient i dels seus afins. «Veure com el que una vegada va ser un company, germà o parella competent i saludable es torna incapaç de recordar què acaba de dir fa només un minut és molt estressant, i per això, són sovint els afins del pacient els qui requereixen ser tranquil·litzats».
L'AGT pot tenir múltiples etiologies i pronòstics. Com s'ha vist, algunes presentacions atípiques poden emmascarar una epilèpsia i ser considerades, amb més propietat, com a casos d'amnèsia epilèptica transitòria. A més, alguns casos de persones que experimenten processos amnèsics que divergeixen dels criteris diagnòstics sobre els quals s'articula l'AGT, poden presentar un pronòstic menys benigne que aquells casos que consisteixen en una AGT «pura».
Recentment s'han desenvolupat estudis de neuroimatge i proves neurocognitives per a dilucidar si l'AGT és tan benigna com tradicionalment s'ha pensat. Les dades obtingudes mitjançant la imatge per ressonància magnètica mostren que algunes persones que han patit una AGT presenten cavitats en l'hipocamp més nombroses, grans i indicatives de dany patològic que les cavitats observades tant en els subjectes sans d'un grup control, com en un altre grup control format per persones amb tumors o accidents cerebrovasculars. S'han observat deterioracions de tipus verbal i cognitiu dies després dels atacs d'AGT. Un extens estudi neurocognitiu realitzat sobre pacients que havien patit una AGT feia més d'un any va mostrar la presència d'efectes persistents en forma de deterioració cognitiva lleu en una tercera part dels casos. En un altre estudi es van observar «disfuncions cognitives selectives després de la recuperació clínica», suggerint una possible deterioració de tipus frontal. Aquestes disfuncions podrien tenir lloc en l'àmbit de la recuperació de la informació, concretament en la velocitat d'accés a les dades emmagatzemades.